# Луксембург на Олимпијским играма
Луксембург се први пут појавио на Олимпијским играма 1900. године. Од тада спортисти из Луксембурга су учествовали на већини Летњих олимпијских игара, пропустили су само игре 1904, 1908 и 1932. године.
На Зимским олимпијским играма Луксембург је први пут учествовао 1928. године. Велики прекид у слању спортиста не Зимске олимпијске игре Луксембург је имао у периоду 1948—1984, али је са времена на време слао такмичаре и то на до сада укупно 7 игара. Поредећи летње и зимске игре спортисти Луксембурга су успешнији на зимским играма, узимајући у обзир број учешћа и број медаља, захваљујући скијању Марку Ђирарделију који је освојио две сребрне медаље. 
Луксембург никада није био домаћин олимпијских игара и спортисти из Луксембурга, закључно са 2018. годином, су освојили четири олимпијске медаље две (златна и сребрна) на летњим и две (сребрне) на Зимским олимпијским играма.
Национални олимпијски комитет Луксембурга (Comité Olympique et Sportif Luxembourgeois) је основан 1912, а признат од стране Међународног олимпијског комитета исте године.
Од скора је Луксембургу признато као прво учешће на олимпијским играма 1900. година, наиме утврђено је да је маратонац Мишел Теато у ствари Луксембуржанин, који се тада такмичио за Француску. Било како златна медаља коју је Теато освојио у маратону и даље се приписује Француској од стране МОК-а.

## Медаље

### Освојене медаље на ЛОИ
| Учешће и освојене медаље Луксембурга на ЛОИ |                            |                            |                            |                            |                            |                            |                            |                            |                            |                            |
| ЛОИ                                         | Носилац заставе            | Учешће                     | Муш.                       | Жене                       | спорт.                     | Злато                      | Сребро                     | Бронза                     | Укупно                     | Ранг                       |
| 1896. Атина                                 | Луксембург није учествовао | Луксембург није учествовао | Луксембург није учествовао | Луксембург није учествовао | Луксембург није учествовао | Луксембург није учествовао | Луксембург није учествовао | Луксембург није учествовао | Луксембург није учествовао | Луксембург није учествовао |
| 1900. Париз                                 |                            |                            |                            |                            |                            | 0                          | 0                          | 0                          | 0                          |                            |
| 1904. Сент Луис                             | Луксембург није учествовао | Луксембург није учествовао | Луксембург није учествовао | Луксембург није учествовао | Луксембург није учествовао | Луксембург није учествовао | Луксембург није учествовао | Луксембург није учествовао | Луксембург није учествовао | Луксембург није учествовао |
| 1908. Лондон                                | Луксембург није учествовао | Луксембург није учествовао | Луксембург није учествовао | Луксембург није учествовао | Луксембург није учествовао | Луксембург није учествовао | Луксембург није учествовао | Луксембург није учествовао | Луксембург није учествовао | Луксембург није учествовао |
| 1912. Стокхолм                              |                            |                            |                            |                            |                            | 0                          | 0                          | 0                          | 0                          |                            |
| 1920. Антверпен                             |                            |                            |                            |                            |                            | 0                          | 0                          | 0                          | 0                          |                            |
| 1924. Париз                                 |                            |                            |                            |                            |                            | 0                          | 1                          | 0                          | 1                          |                            |
| 1928. Амстердам                             |                            |                            |                            |                            |                            | 0                          | 0                          | 0                          | 0                          |                            |
| 1932. Лос Анђелес                           | Луксембург није учествовао | Луксембург није учествовао | Луксембург није учествовао | Луксембург није учествовао | Луксембург није учествовао | Луксембург није учествовао | Луксембург није учествовао | Луксембург није учествовао | Луксембург није учествовао | Луксембург није учествовао |
| 1936. Берлин                                |                            |                            |                            |                            |                            | 0                          | 0                          | 0                          | 0                          |                            |
| 1948. Лондон                                |                            |                            |                            |                            |                            | 0                          | 0                          | 0                          | 0                          |                            |
| 1952. Хелсинки                              |                            |                            |                            |                            |                            | 1                          | 0                          | 0                          | 1                          |                            |
| 1956. Мелбурн и Стокхолм                    |                            |                            |                            |                            |                            | 0                          | 0                          | 0                          | 0                          |                            |
| 1960. Рим                                   |                            |                            |                            |                            |                            | 0                          | 0                          | 0                          | 0                          |                            |
| 1964. Токио                                 |                            |                            |                            |                            |                            | 0                          | 0                          | 0                          | 0                          |                            |
| 1968. Мексико Сити                          |                            |                            |                            |                            |                            | 0                          | 0                          | 0                          | 0                          |                            |
| 1972. Минхен                                |                            |                            |                            |                            |                            | 0                          | 0                          | 0                          | 0                          |                            |
| 1976. Монтреал                              |                            |                            |                            |                            |                            | 0                          | 0                          | 0                          | 0                          |                            |
| 1980. Москва                                |                            |                            |                            |                            |                            | 0                          | 0                          | 0                          | 0                          |                            |
| 1984. Лос Анђелес                           |                            |                            |                            |                            |                            | 0                          | 0                          | 0                          | 0                          |                            |
| 1988. Сеул                                  |                            |                            |                            |                            |                            | 0                          | 0                          | 0                          | 0                          |                            |
| 1992. Барселона                             |                            |                            |                            |                            |                            | 0                          | 0                          | 0                          | 0                          |                            |
| 1996. Атланта                               |                            |                            |                            |                            |                            | 0                          | 0                          | 0                          | 0                          |                            |
| 2000. Сиднеј                                |                            |                            |                            |                            |                            | 0                          | 0                          | 0                          | 0                          |                            |
| 2004. Атина                                 |                            |                            |                            |                            |                            | 0                          | 0                          | 0                          | 0                          |                            |
| 2008. Пекинг                                |                            |                            |                            |                            |                            | 0                          | 0                          | 0                          | 0                          |                            |
| 2012. Лондон                                |                            |                            |                            |                            |                            | 0                          | 0                          | 0                          | 0                          |                            |
| 2016. Рио де Жанеиро                        |                            |                            |                            |                            |                            | 0                          | 0                          | 0                          | 0                          |                            |
| 2020. Токио                                 |                            |                            |                            |                            |                            |                            |                            |                            |                            |                            |
| 2024. Париз                                 |                            |                            |                            |                            |                            |                            |                            |                            |                            |                            |
| 2028. Лос Анђелес                           | предстојећи догађај        |                            |                            |                            |                            |                            |                            |                            |                            |                            |
| 2032. Бризбејн                              | предстојећи догађај        |                            |                            |                            |                            |                            |                            |                            |                            |                            |
| Укупно                                      |                            |                            |                            |                            |                            | 1                          | 1                          | 0                          | 2                          |                            |

### Освојене медаље на ЗОИ
| Учешће и освојене медаље Луксембурга на ЗОИ |                            |                            |                            |                            |                            |                            |                            |                            |                            |                            |
| ЛОИ                                         | Носилац заставе            | Учешће                     | Муш.                       | Жене                       | спорт.                     | Злато                      | Сребро                     | Бронза                     | Укупно                     | Ранг                       |
| 1924. Шамони                                | Луксембург није учествовао | Луксембург није учествовао | Луксембург није учествовао | Луксембург није учествовао | Луксембург није учествовао | Луксембург није учествовао | Луксембург није учествовао | Луксембург није учествовао | Луксембург није учествовао | Луксембург није учествовао |
| 1928. Санкт Мориц                           |                            |                            |                            |                            |                            | 0                          | 0                          | 0                          | 0                          |                            |
| 1932. Лејк Плесид                           | Луксембург није учествовао | Луксембург није учествовао | Луксембург није учествовао | Луксембург није учествовао | Луксембург није учествовао | Луксембург није учествовао | Луксембург није учествовао | Луксембург није учествовао | Луксембург није учествовао | Луксембург није учествовао |
| 1936. Гармиш-Партенкирхен                   |                            |                            |                            |                            |                            | 0                          | 0                          | 0                          | 0                          |                            |
| 1948. Санкт Мориц                           | Луксембург није учествовао | Луксембург није учествовао | Луксембург није учествовао | Луксембург није учествовао | Луксембург није учествовао | Луксембург није учествовао | Луксембург није учествовао | Луксембург није учествовао | Луксембург није учествовао | Луксембург није учествовао |
| 1952. Осло                                  | Луксембург није учествовао | Луксембург није учествовао | Луксембург није учествовао | Луксембург није учествовао | Луксембург није учествовао | Луксембург није учествовао | Луксембург није учествовао | Луксембург није учествовао | Луксембург није учествовао | Луксембург није учествовао |
| 1956. Кортина д'Ампецо                      | Луксембург није учествовао | Луксембург није учествовао | Луксембург није учествовао | Луксембург није учествовао | Луксембург није учествовао | Луксембург није учествовао | Луксембург није учествовао | Луксембург није учествовао | Луксембург није учествовао | Луксембург није учествовао |
| 1960. Скво Вали                             | Луксембург није учествовао | Луксембург није учествовао | Луксембург није учествовао | Луксембург није учествовао | Луксембург није учествовао | Луксембург није учествовао | Луксембург није учествовао | Луксембург није учествовао | Луксембург није учествовао | Луксембург није учествовао |
| 1964. Инзбрук                               | Луксембург није учествовао | Луксембург није учествовао | Луксембург није учествовао | Луксембург није учествовао | Луксембург није учествовао | Луксембург није учествовао | Луксембург није учествовао | Луксембург није учествовао | Луксембург није учествовао | Луксембург није учествовао |
| 1968. Гренобл                               | Луксембург није учествовао | Луксембург није учествовао | Луксембург није учествовао | Луксембург није учествовао | Луксембург није учествовао | Луксембург није учествовао | Луксембург није учествовао | Луксембург није учествовао | Луксембург није учествовао | Луксембург није учествовао |
| 1972. Сапоро                                | Луксембург није учествовао | Луксембург није учествовао | Луксембург није учествовао | Луксембург није учествовао | Луксембург није учествовао | Луксембург није учествовао | Луксембург није учествовао | Луксембург није учествовао | Луксембург није учествовао | Луксембург није учествовао |
| 1976. Инзбрук                               | Луксембург није учествовао | Луксембург није учествовао | Луксембург није учествовао | Луксембург није учествовао | Луксембург није учествовао | Луксембург није учествовао | Луксембург није учествовао | Луксембург није учествовао | Луксембург није учествовао | Луксембург није учествовао |
| 1980. Лејк Плесид                           | Луксембург није учествовао | Луксембург није учествовао | Луксембург није учествовао | Луксембург није учествовао | Луксембург није учествовао | Луксембург није учествовао | Луксембург није учествовао | Луксембург није учествовао | Луксембург није учествовао | Луксембург није учествовао |
| 1984. Сарајево                              | Луксембург није учествовао | Луксембург није учествовао | Луксембург није учествовао | Луксембург није учествовао | Луксембург није учествовао | Луксембург није учествовао | Луксембург није учествовао | Луксембург није учествовао | Луксембург није учествовао | Луксембург није учествовао |
| 1988. Калгари                               |                            |                            |                            |                            |                            | 0                          | 0                          | 0                          | 0                          |                            |
| 1992. Албервил                              |                            |                            |                            |                            |                            | 0                          | 2                          | 0                          | 2                          |                            |
| 1994. Лилехамер                             |                            |                            |                            |                            |                            | 0                          | 0                          | 0                          | 0                          |                            |
| 1998. Нагано                                |                            |                            |                            |                            |                            | 0                          | 0                          | 0                          | 0                          |                            |
| 2002. Солт Лејк Сити                        | Луксембург није учествовао | Луксембург није учествовао | Луксембург није учествовао | Луксембург није учествовао | Луксембург није учествовао | Луксембург није учествовао | Луксембург није учествовао | Луксембург није учествовао | Луксембург није учествовао | Луксембург није учествовао |
| 2006. Торино                                |                            |                            |                            |                            |                            | 0                          | 0                          | 0                          | 0                          |                            |
| 2010. Ванкувер                              | Луксембург није учествовао | Луксембург није учествовао | Луксембург није учествовао | Луксембург није учествовао | Луксембург није учествовао | Луксембург није учествовао | Луксембург није учествовао | Луксембург није учествовао | Луксембург није учествовао | Луксембург није учествовао |
| 2014. Сочи                                  |                            |                            |                            |                            |                            | 0                          | 0                          | 0                          | 0                          |                            |
| 2018. Пјонгчанг                             |                            |                            |                            |                            |                            | 0                          | 0                          | 0                          | 0                          |                            |
| 2022. Пекинг                                |                            |                            |                            |                            |                            |                            |                            |                            |                            |                            |
| 2026. Милано и Кортина                      | предстојећи догађај        |                            |                            |                            |                            |                            |                            |                            |                            |                            |
| 2030. Француски Алпи                        | предстојећи догађај        |                            |                            |                            |                            |                            |                            |                            |                            |                            |
| 2034. Солт Лејк Сити                        | предстојећи догађај        |                            |                            |                            |                            |                            |                            |                            |                            |                            |
| Укупно                                      |                            |                            |                            |                            |                            | 0                          | 2                          | 0                          | 2                          |                            |

### Освајачи медаља на ЛОИ
| Бр. | Медаља | Име          | Игре            | Спорт         | Дисциплина | Ж | М |
| --- | ------ | ------------ | --------------- | ------------- | ---------- | - | - |
| 1.  |        | Josy Barthel | Хелсинки 1952.  | Атлетика      | 1.500 м    | − | м |
| 1.  |        | Џозеф Алзин  | Антверпен 1920. | Дизање тегова | +82,5 кг   | − | м |

### Освајачи медаља на ЗОИ
| Бр. | Медаља | Име            | Игре           | Спорт          | Дисциплина      | Ж | М |
| --- | ------ | -------------- | -------------- | -------------- | --------------- | - | - |
| 1.  |        | Марк Ђирардели | Албервил 1992. | Алпско скијање | супервелеслалом | − | м |
| 2.  |        | Марк Ђирардели | Албервил 1992. | Алпско скијање | велеслалом      | − | м |